# Evert Kwok
Evert Kwok is een Nederlandse cartoon van de auteurs Eelke de Blouw en Tjarko Evenboer.

## Geschiedenis
De Blouw en Evenboer waren tijdens hun studie huisgenoten en begonnen in 2002 met het tekenen van cartoons, naar eigen zeggen een vorm van studieontwijkend gedrag. In 2003 kreeg de cartoon de naam Evert Kwok en een eigen website. In 2006 bracht uitgeverij Syndikaat het eerste album van de cartoonisten uit, genaamd Evert Kwok 1. Inmiddels heeft het duo acht albums op zijn naam staan en heeft de cartoon honderdduizenden fans op social media. 
De cartoons kenmerken zich door woordgrappen, droge humor en vreemde situaties. De Blouw omschreef de humor als 'droog en met een voorkeur voor het absurde'. Evert Kwok staat vooral bekend om zijn vele woordgrappen en woordspelingen. Een van de running gags in de serie is de (vaak verborgen) aanwezigheid van bananen in de cartoons. 
De cartoons verschenen in talloze kranten waaronder het Algemeen Dagblad. Ook worden de cartoons regelmatig opgenomen in CITO eindexamens en schoolboeken. De auteurs brachten hun humor ook via andere kanalen naar buiten. Zo verscheen Evert Kwok in de Oneliner Extravaganza van het stand-upcomedy podium Toomler, op de voicemail van DJ Michael Blijleven op Radio Veronica en bij diverse andere radiostations. Ook maakten de auteurs filmpjes met Ruben van der Meer en schreven zij oneliners voor de tv-show 'Padoem Patsss' van BNN. In 2014 stonden zij op de lijst van ‘Grappigste Twitteraars’ van HP/De Tijd (2014).
In 2019 kwamen De Blouw en Evenboer in het nieuws vanwege een rechtszaak tegen een Vlaamse humorsite die hun auteursrecht schond. De auteurs werden door hun vele fans, waaronder de Nederlandse komiek Jochem Myjer, gesteund in de zaak. Via een crowdfundingactie haalden zij binnen 24 uur de benodigde proceskosten op. De auteurs wonnen de zaak.

## Albumuitgaven
- Evert Kwok nr. 1 (2006) ISBN 9789078403029
- Evert Kwok nr. 2 (2008) ISBN 9789078403036
- Evert Kwok nr. 3 (2010) ISBN 9789078403050
- Evert Kwok nr. 4 (2012) ISBN 9789078403197
- Evert Kwok nr. 5 (2015) ISBN 9789078403395
- Evert Kwok nr. 6 (2016) ISBN 9789462802469
- Evert Kwok nr. 7 (2017) ISBN 9789078403586
- Evert Kwok nr. 8 (2020) ISBN 9789493204034
- Evert Kwok nr. 9 (2021) ISBN 9789083058269

## Overige boekuitgaven
- Evert Kwok - de beste woordgrappen (2013) ISBN 9789461642394 (met voorwoord door Ruben van der Meer)
- Evert Kwok - de beste woordgrappen 2 (2014) ISBN 9789461643377
- Evert Kwok Vakantieboek (2016)
- Evert Kwok Vakantieboek 2 (2018)
- Evert Kwok - de slechtste woordgrappen (2018)
- Evert Kwok Vakantieboek 3 (2020)
- Evert Kwok Vakantieboek 4 (2022)